# Катихар
Катихар је град у Индији у држави Бихар. Према незваничним резултатима пописа 2011. у граду је живело 225.982 становника.

## Становништво
Према незваничним резултатима пописа, у граду је 2011. живело 225.982 становника.
| 1991.   | 2001.   | 2011.   |
| ------- | ------- | ------- |
| 135.436 | 175.199 | 225.982 |